# 大関増親
大関 増親（おおぜき ますちか）は、江戸時代前期の大名。下野国黒羽藩4代藩主。
寛永12年（1635年）、3代藩主・大関高増の嫡男として生まれる。
寛永20年（1643年）7月に江戸幕府3代将軍・徳川家光に御目見する。正保3年（1646年）11月12日、家督を継ぎ、弟の増栄・増君（後に増公）にそれぞれ1000石を分与し、黒羽藩は2万石から1万8000石の藩となった。12月5日、父・高増の遺物である備前兼長を献上している。
承応元年（1652年）12月28日、従五位下・土佐守に叙任する。明暦元年（1655年）に大阪加番となった。寛文元年（1661年）閏8月3日、上野国館林藩主・松平乗久が下総国佐倉藩に移封された際は、織田信久と共に館林城の守備を担っている。
寛文2年（1662年）4月1日、江戸藩邸において死去した。享年28。
実子が無く、弟・増栄が養子として跡を継いだ。

## 系譜
父母
- 大関高増（父）
- 分部光信の娘（母）

正室
- 水野重良の娘

養子
- 大関増栄 ー 実弟